# Chrysolina herbacea
Chrysolina herbacea är en skalbaggsart som först beskrevs av Caspar Erasmus Duftschmid 1825.  Chrysolina herbacea ingår i släktet Chrysolina, och familjen bladbaggar. Arten har ej påträffats i Sverige.

## Bildgalleri

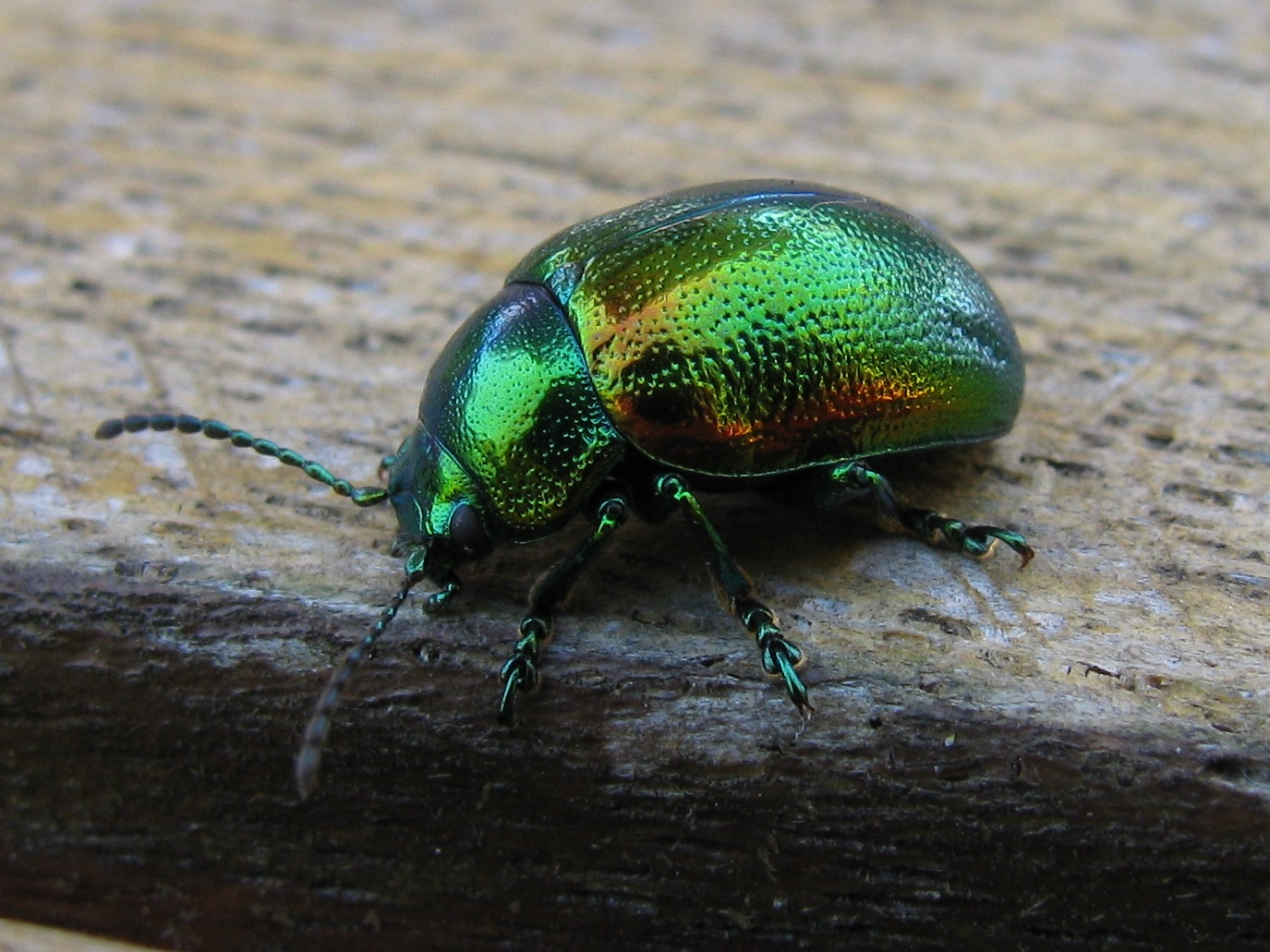
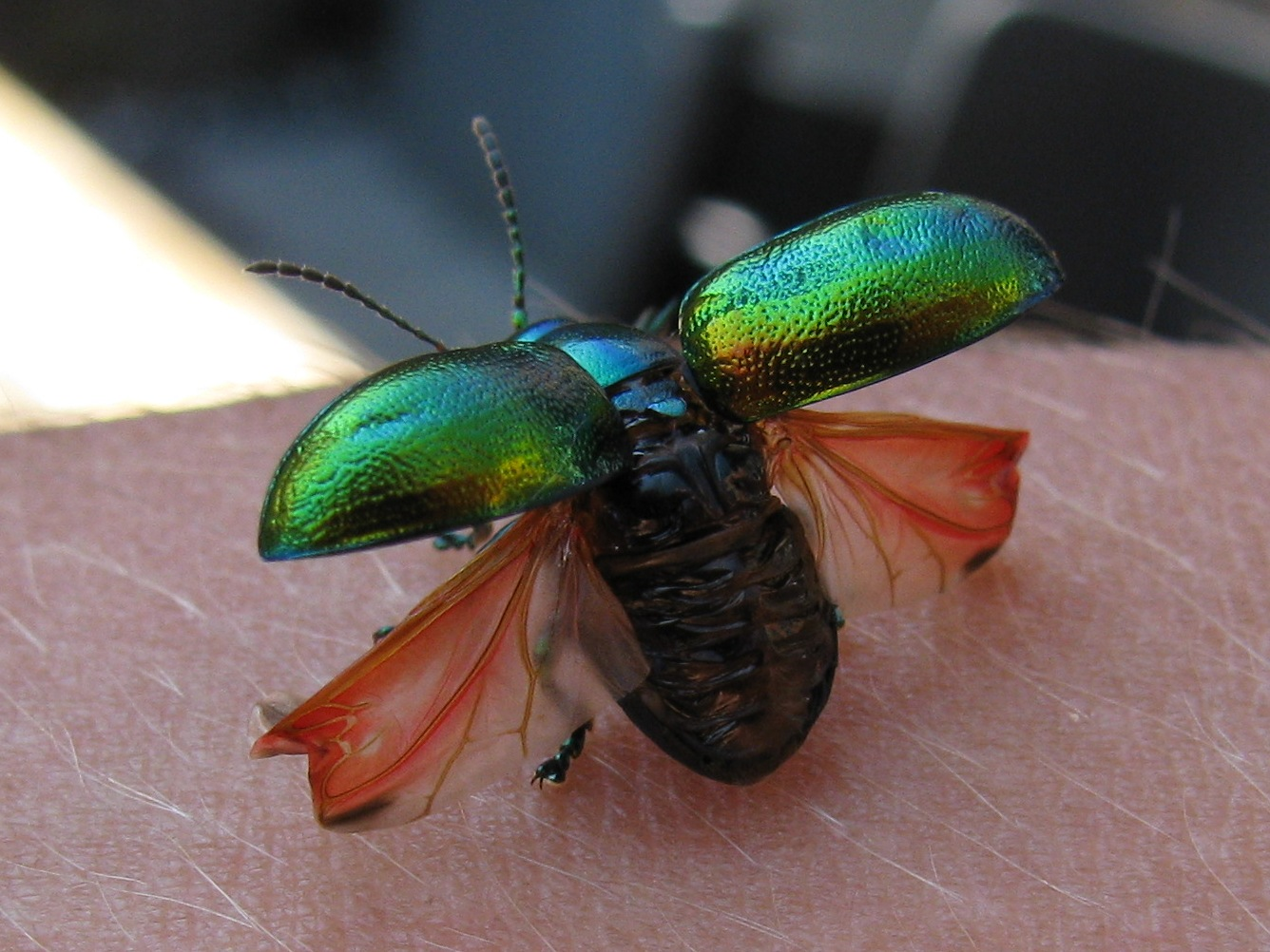
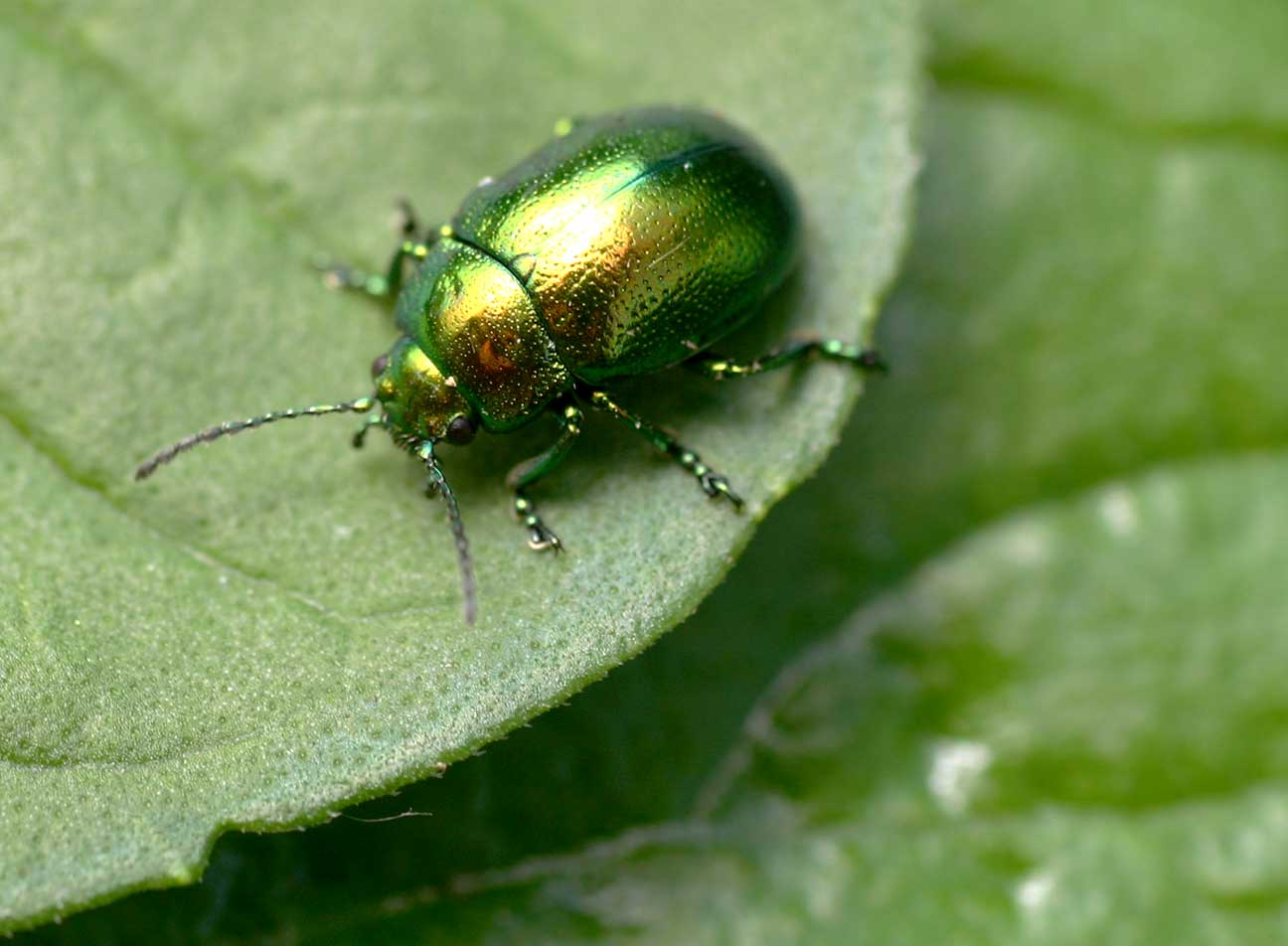
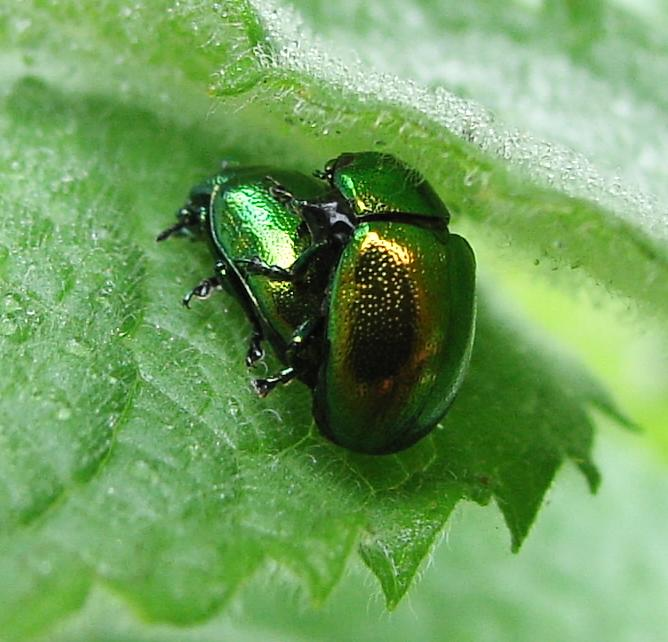
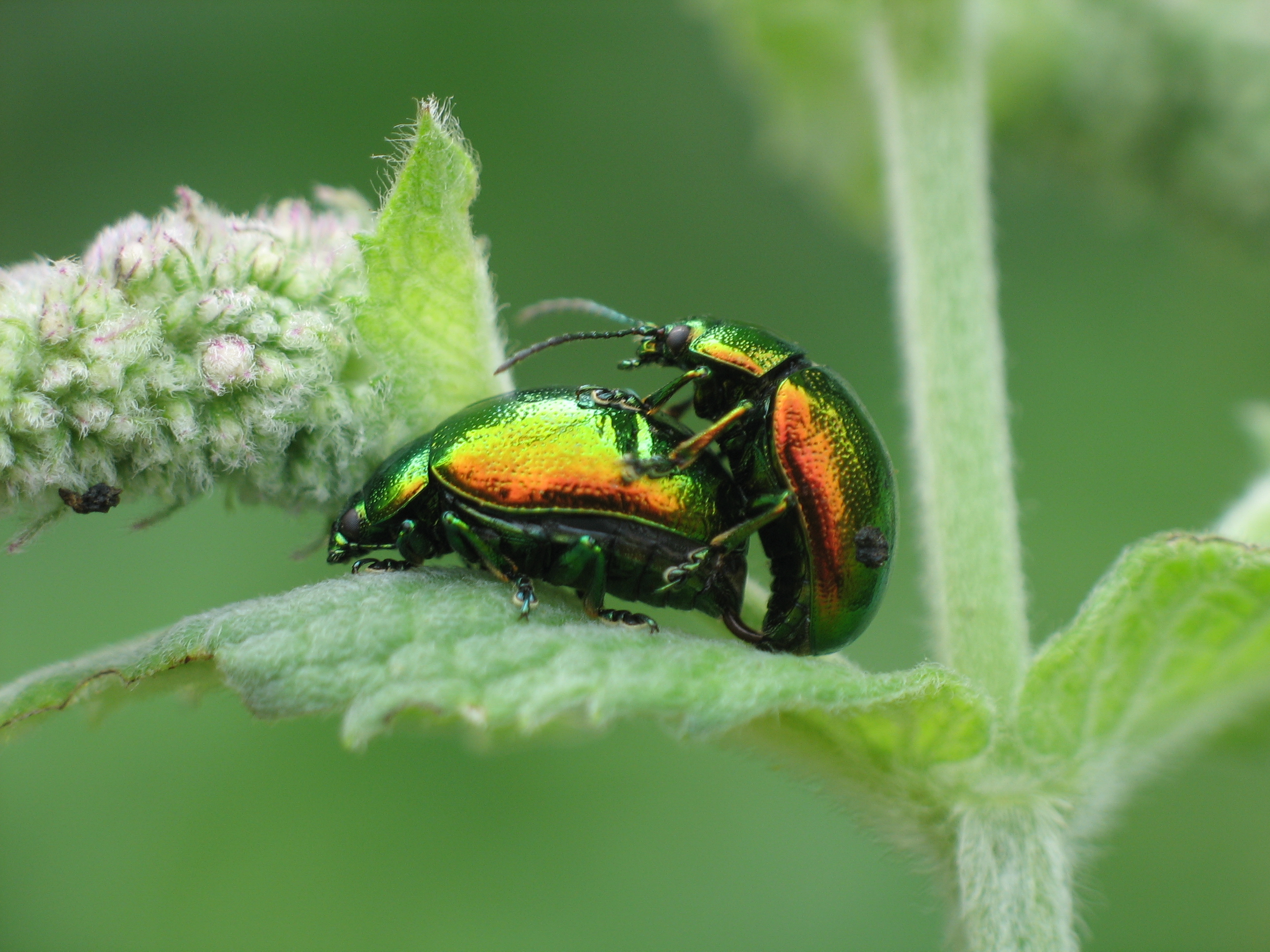
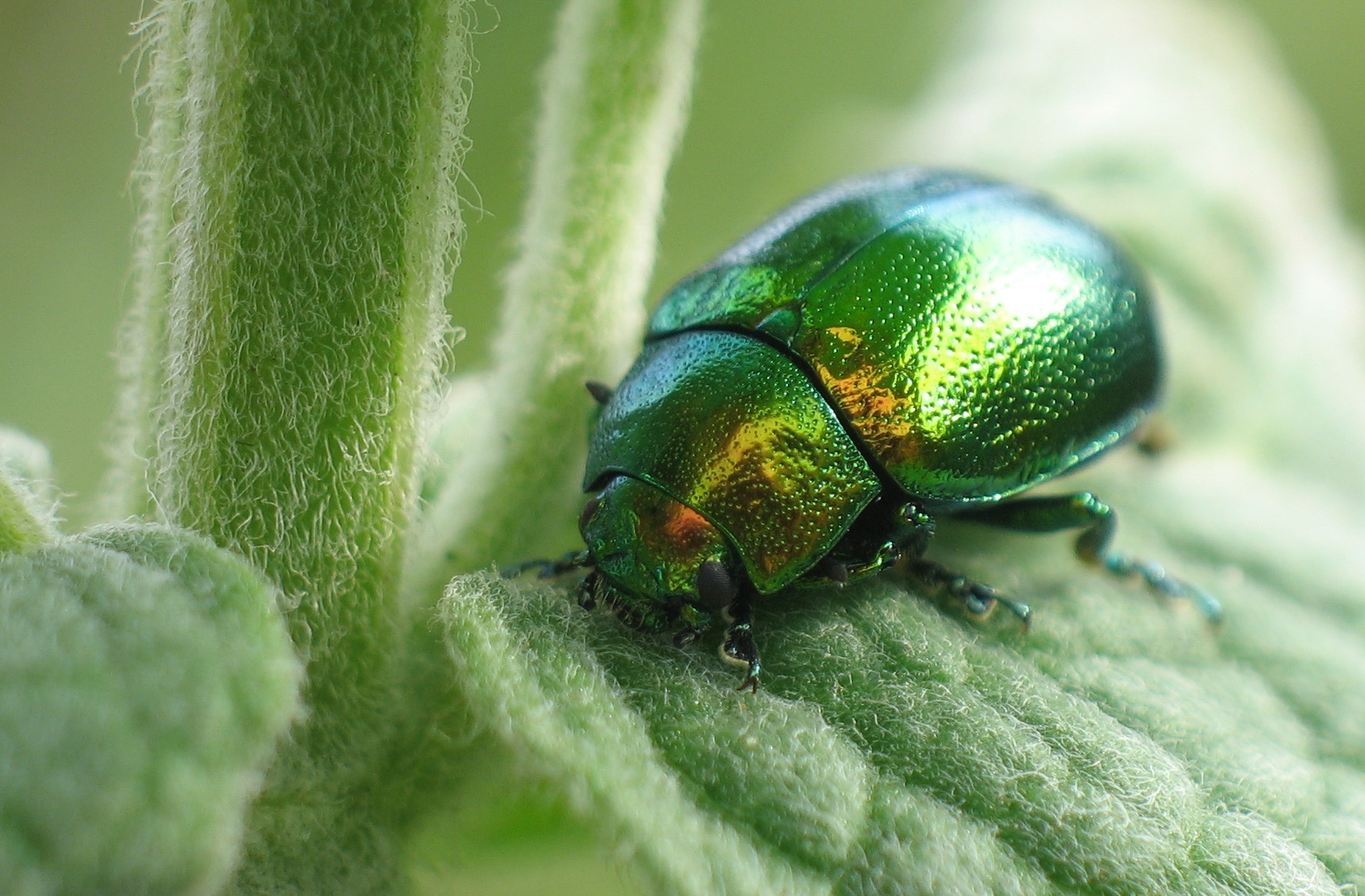